# Ruta 11 (Uruguay)
La ruta 11 es una de las rutas nacionales de Uruguay. Con una longitud de 166 km, su trazado recorre los departamentos de San José y Canelones.
Por ley 15497 del 9 de diciembre de 1983 se designó a esta ruta con el nombre del expresidente José Batlle y Ordóñez. En el tramo comprendido entre el km 163,500 y el cruce con la ruta Interbalnearia Gral. Seregni, desde 2012, la carretera lleva el nombre del ingeniero Eladio Dieste.

## Características
Esta carretera pertenece al corredor internacional de la red vial uruguaya en el tramo comprendido entre las rutas 1 y  8 y a la red primaria en el tramo comprendido entre ruta 8 y ruta Interbalnearia. 
Estado y tipo de construcción de la carretera según el tramo: 
| Tramo                                | Tipo de Red            | Tipo de Construcción   | Estado    |
| ------------------------------------ | ---------------------- | ---------------------- | --------- |
| Boca del Cufré - Ecilda Paullier     | Camino Vecinal         | Tratamiento bituminoso | Bueno     |
| Ecilda Paullier - Juan Soler         | Corredor Internacional | Carpeta asfáltica      | Muy Bueno |
| Juan Soler - San José de Mayo        | Corredor Internacional | Carpeta asfáltica      | Muy bueno |
| San José de Mayo- Canelones          | Corredor Internacional | Carpeta asfáltica      | Muy bueno |
| Canelones- Ruta 8 (Uruguay)          | Red Primaria           | Carpeta asfáltica      | Muy buena |
| Ruta 8 (Uruguay) Atlántida (Uruguay) | Red Primaria           | Carpeta asfáltica      | Muy buena |

## Recorrido
El tramo inicial de esta carretera comienza en la localidad de Boca del Cufré en el departamento de San José y corresponde a un camino vecinal entre esta localidad y el km 101 de la ruta 1.
La numeración del kilometraje comienza en la ciudad de Ecilda Paullier, desde la ruta 1 y se extiende de oeste a este hasta la ciudad de Atlántida en el departamento de Canelones. 

### Recorrido según el kilometraje

#### San José
- km 13.000: extremo oeste ruta 1.
  - Este: a ruta 3 y ruta 5, Libertad, Ciudad del Plata y Montevideo.
  - Oeste: a rutas 2, 22, 21 y Colonia del Sacramento.
- km 13.000-15.000: planta urbana de Ecilda Paullier.
- km 38.000: empalme con ruta 23.
  - Norte: a González, Mal Abrigo, Ismael Cortinas, Ruta 12 y Trinidad.
- km 38.500: Juan Soler.
- km 46.500:
  - Empalme con ruta 3.
  - Acceso a San José de Mayo.
- km 52.000: río San José.
- km 55.000: Raigón.
- km 67.500: empalme con ruta 45.
  - Norte: a Villa Rodríguez y Carreta Quemada.
  - Sur: a ruta ruta 1 y Libertad.
- km 77.000:
  - empalme con ruta 78.
    - Norte: a ruta 79.
    - Sur: a Paso Belastiqui.

  - Capurro.
- km 78.000: 18 de Julio.
- km 79.000: Pueblo Nuevo.
- km 80.500: empalme con ruta 79.
  - Norte: a Ituzaingó.
- km 81.000: peaje Santa Lucía.
- km 83.000: río Santa Lucía (Límite departamental).

#### Canelones
- km 83.500: ciudad de Santa Lucía.

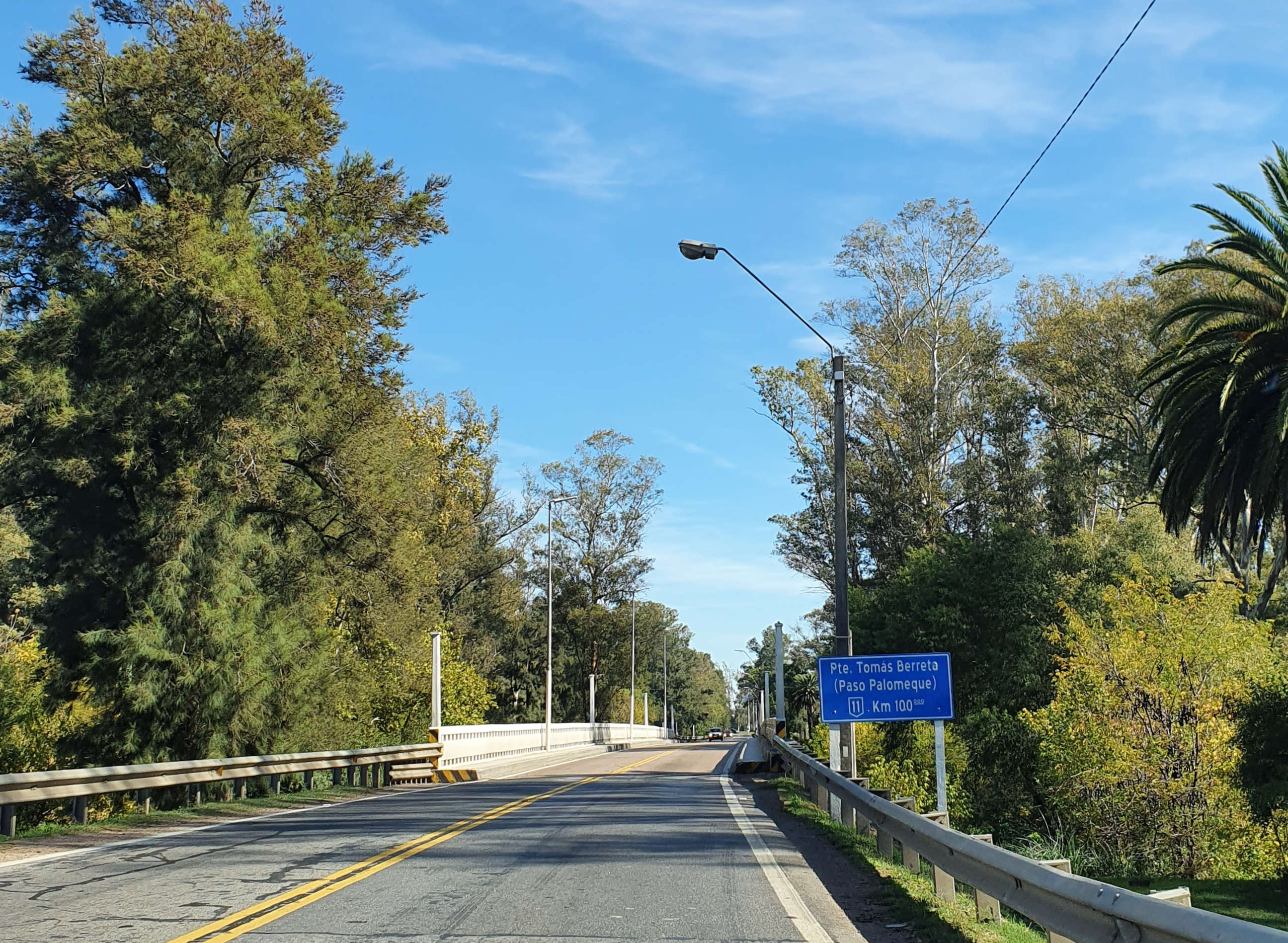
Ruta 11 a la altura del km 100, próximo a la ciudad de Canelones.

- km 91.000: Arroyo Canelón Grande y Margat (Paso Melgarejo).
- km 96.000: empalme con camino a ruta 64.
- km 97.000: ciudad de Canelones.
- km 100.000: Empalme con ruta ruta 5,
  - Sur: a Montevideo.
  - Norte: a Florida, Durazno y Rivera.
- km 101.000:
  - Paso Palomeque
  - empalme con ruta 107 a Sauce.
- km 102.000: empalme con ruta 64 a Paso de la Cadena y ruta 63.
- km 115.000: empalme con ruta 32 a Villa Arejo y Montevideo.
- km 117.000: empalme con ruta 33
  - Sur: a Toledo y Montevideo
  - Norte: a
- km 121.000: Empalme con ruta ruta 6,
  - sur: a Sauce  y Montevideo.
  - norte: a Santa Rosa, San Ramón y Sarandí del Yí.
- km 127.000: empalme con ruta 82.
- km 138.000:
  - empalme con ruta ruta 7.
  - San Jacinto.
- km 148.000:
  - empalme con ruta 88.
  - Pedrera.
- km 156.000: empalme con ruta ruta 8,
  - oeste: a Pando y Montevideo.
  - este: a Soca, ruta ruta 9 y Minas.
- km 163.000: Estación Atlántida.
- km 166.500:
  - empalme con ruta ruta Interbalnearia,
    - oeste: a Ciudad de la Costa y Montevideo.
    - este: a Punta del Este.

  - ciudad de Atlántida
  - Extremo Este

## Peajes
Los peajes que se ubican en esta carretera son los siguientes:
| Nombre      | Departamento | Ubicación         |
| ----------- | ------------ | ----------------- |
| Santa Lucía | San José     | Ruta 11 km 81.000 |

## Obras

### Nuevo puente sobre el río Santa Lucía
Esta obra que se llevó a cabo para la construcción de un nuevo puente insumergible sobre el río Santa Lucía en una variante de trazado de la ruta 11 en las proximidades de la ciudad de Santa Lucía e incluye además un pasaje superior sobre la vía férrea en la margen izquierda del río.
Este emprendimiento se ve motivado por la necesidad de mejora del escenario actual, que determina: la frecuente interrupción del servicio del puente sobre el río Santa Lucía en ruta 11, cuando ocurren importantes crecidas del río; la necesidad de modernizar y desarrollar la infraestructura de la ruta 11, que forma parte de un importante corredor vial vertebral del eje de integración y desarrollo Mercosur–Chile; la presencia de un importante tránsito carretero en la trama urbana de la ciudad de Santa Lucía; la existencia de dos peligrosos cruces ferroviarios de la ruta 11, a ambos lados de la ciudad.
El nuevo puente de ruta 11 sobre el río Santa Lucía, de 650 m de longitud mínima, se localiza al norte de la ciudad de Santa Lucía, a unos 1750 m aguas arriba del puente existente en ruta 11. 
La nueva traza de ruta 11 de interconexión con el puente, de un largo aproximado de 3,5 km, se desarrollará en los departamentos de San José y Canelones.